# Electricity (песня Элтона Джона)
«Electricity» (с англ. — «Электричество») — сингл Элтона Джона и Ли Холла, написанный для мюзикла «Billy Elliot the Musical».
Сингл «Electricity» был написан в 2005 году композитором Элтоном Джоном и сценаристом мюзикла Ли Холлом. В том же году был снят клип, в котором песню исполнил непосредственно сам Элтон Джон. В клипе был задействован актёр оригинальной постановки мюзикла, Лиам Мувер. Была отснята также и вторая, шуточная, версия клипа, где под фонограмму Элтона Джона песню «исполнил» 13 летний Лиам. Маркетинговый план нового сингла был организован очень необычно и эффективно. Более 75 % продаж составили загрузки через Интернет, после того как пользователи получали доступ, приняв участие в викторине и ответив на вопросы с помощью текстовых сообщений, посланных с мобильного телефона. Песня заняла в чарте Великобритании 4-ю позицию, и продержалась в топ-40 четыре недели. Сингл был включён (в составе ещё трёх композиций из мюзикла) в качестве бонус-трека на переизданный в Великобритании альбом Элтона «Peachtree Road». Песня также была добавлена на второй, бонусный, диск аудиоверсии мюзикла в исполнении Элтона Джона.
Эпизод «Electricity» традиционно представляет мюзикл на всевозможных церемониях и мероприятиях. В 2008 году песня была исполнена в телешоу «I’do Anything» производства BBC. Этот проект представлял собой конкурс, призом которого была возможность стать актёром новой постановки мюзикла «Oliver!». Песню «Electricity» исполнили претенденты на главную роль — роль Оливера Твиста. В 2009 году хореографическая часть эпизода «Electricity» была представлена под аккомпанирование и вокальное исполнение Элтона Джона на открытии 63-й церемонии Tony Awards, состоявшейся в 2009 году.

## Сюжет
В мюзикле песню исполняет актёр, играющий главную роль, роль Билли Эллиота. По сюжету, на прослушивании в Королевскую балетную школу Лондона Билли задают вопрос: «Что ты чувствуешь, когда танцуешь?» Далее следует эпизод «Electricity», представляющий собой эмоциональный ответ мальчика. После каждых двух куплетов следует энергичный танец, в котором используется множество элементов акробатики, балета или уличного танца (в зависимости от специализации актёра сменяется и ритм композиции). Эпизод заканчивается ещё одним куплетом и несколькими пируэтами.

Слова «искры электричества внутри меня, я свободен, я свободен…» повторяют фразу из аналогичного момента в одноимённом фильме, по мотивам которого поставлен мюзикл.